# Astronaut Scholarship Foundation
L'Astronaut Scholarship Foundation, est une association sans but lucratif créée en 1987 par les six astronautes survivants de Mercury 7 : Scott Carpenter, Gordon Cooper, John Glenn, Walter Schirra, Alan Shepard et Deke Slayton. Betty Grissom (veuve du septième astronaute, Virgil Grissom) ; William Douglas, (chirurgien de vol du projet Mercury) ; et Henri Landwirth (homme d'affaires d'Orlando et ami), font également partie des membres fondateurs.
La mission de la fondation est d'encourager les étudiants universitaires à poursuivre l'excellence scientifique et de faire en sorte que les États-Unis soient le leader mondial en matière de technologie pour les décennies à venir. Depuis ses débuts, des astronautes des programmes Mercury, Gemini, Apollo, Skylab et de la navette spatiale ont également rejoint la fondation.